# 罗伯特·辛普森
罗伯特·霍默·辛普森（英語：Robert Homer Simpson，1912年11月19日—2014年12月18日），美国气象学家，飓风专家，美国国家飓风研究计划（1955-1959年）的第一任主任，国家飓风中心的前主席（1967-1974年）。他与赫伯特·薩菲爾合作提出了薩菲爾-辛普森颶風等級表。

## 早年
辛普森出生在得克萨斯州科珀斯克里斯蒂，6岁时家人在一次飓风的毁灭性登陆中溺死，唯他幸免于难。1929年，他从科珀斯克里斯蒂高中以优异成绩毕业。之后她从西南大学于1933年获得物理学学士学位，1935年获埃默里大学物理学硕士学位。在大萧条期间，他没能找到物理学方面的工作，只好成为了得克萨斯州高中的音乐教师。

## 早期生涯
1940年4月16日，他被美国国家气象局聘用。他一开始是得克萨斯州布朗斯维尔的初级观察员，后来被临时分配到洪都拉斯的天鹅群岛上。珍珠港事件后，他被晋升为新奥尔良办公室预报员。他拿到了美国气象局奖学金，他于1943年和1944年在芝加哥做了研究生研究。他成为迈阿密飓风预报员，在格雷迪·诺顿手下工作，之后分配到巴拿马，帮助建立空军气象学校。在那里，他说服了空军让他第一次登上飓风观测机，用一些原始设备进行科学观测。
胜利日之后，气象学校解散，辛普森回到迈阿密。之后，他被分配到气象局总部，直接为弗朗西斯·赖克尔德弗博士工作。 1949年，赖克尔德弗将辛普森分配到夏威夷，负责巩固气象局的区域业务。在那里，他在冒纳罗亚火山上创办了一个气象观测站，研究科纳低气压，参加了台风玛姬的研究飞行，当时他使用的是一艘专门配备的空军气象飞机。他不断呼吁气象局投入资金来维持一定水平的飓风研究，但在20世纪50年代初的预算不允许这样做。不过毁灭性的1954年大西洋飓风季改变了几个新英格兰国会议员的想法，一项特殊的拨款获得通过，以改善气象局的台风预警系统。1955年，赖克尔德弗任命辛普森来领导国家飓风研究计划（NHRP）。

## 后期生涯
在接下来的四年里，辛普森是NHRP的领导者。1959年，辛普森离开了，以在芝加哥大学完成他的气象学博士学位，在他的朋友赫伯特·里尔博士指导下学习。完成他的学位后，他回到华盛顿，成为气象局的研究副局长（主管强风暴研究），在那里他帮助建立了国家强风暴计划（后来成为美国国家强风暴实验室）。1961年，他获得了美国国家科学基金会资助，研究向飓风播撒碘化银。他使用美国海军飞机来实验将碘化银播撒给飓风埃丝特。令人鼓舞的结果促使气象局和海军在1962年开始风暴激荡计划，辛普森为主任。他在未来三年内领导了该项目，包括1963年飓风比拉的播撒计划。他于1965年结婚，妻子是乔安妮·马尔库斯。他说服她在未来两年接任风暴激荡计划主任，他则成为气象局执行主管。
1967年，辛普森成为了美国国家飓风中心（NHC）副主任。辛普森重组NHC，使得它从迈阿密气象局办公室奋力，并建立了名为“飓风专家”的NHC的高级预报员的职位。1968年至1974年，他领导NHC，他与赫伯特·萨菲尔合作提出了萨菲尔-辛普森飓风量级表，在NHC成立了专门的卫星单元，研究中性热带气旋，并开始对亚热带风暴发出公告。他在飓风卡米尔之后对副总统斯皮罗·阿格纽所提的建议，导致了空军和海军飓风观测机中队的升级，并说服NOAA改进他们的飓风研究机。

## 退休之后
他于1974年从政府部门退休，NHC由副主任尼尔·弗兰克接管。辛普森回到华盛顿，在弗吉尼亚州夏洛茨维尔建立了一个气象咨询公司——辛普森天气联营公司。这时，他成为认证的咨询气象学家。他和他的妻子加入了弗吉尼亚大学环境科学系，成为教员。在其任职期间，他参与了多项国际科学实验，如GATE、MONEX、ITEX,和Toga COARE。他与赫伯特·里尔合著了《飓风及其影响》（The Hurricane and Its Impacts），并成为《飓风！应对灾难》（HURRICANE! Coping with Disaster.）的编辑。
他是美国气象学会（AMS）荣誉会员和纽约探险俱乐部的会员。他还获得过美国商务部和法国颁发的金质奖章，并曾获AMS克利夫兰·阿贝奖。辛普森的妻子在2010年去世，他已於2014年12月18日逝世。